# Hans Coray
Hans Coray (1906–1991) fue un artista y diseñador de muebles suizo. Su diseño más conocido es la silla Landi de 1938. Nació el 9 de junio de 1906 en Wald, Zúrich, y murió el 22 de noviembre de 1991 en Zúrich.
Estudió lenguas romances en la Universidad de Zúrich y obtuvo su doctorado en 1929.
En 1930 comenzó a trabajar como diseñador de muebles. Junto a Anton Stankowski, Richard P. Lohse, Heiri Steiner, Hans Neuburg, Hans Fischli, Verena Loewensberg, Max Bill y otros, formó un grupo cultural en conexión con la Escuela de Concreto de Zúrich.
Su proyecto más significativo es la silla Landi, ganadora de la Exposición Nacional de Suiza en 1939. 
Coray es conocido por la funcionalidad y sencillez de sus diseños, y es considerado un pionero del diseño industrial.
Desde 2004, la silla Landi ha aparecido en una serie de sellos postales suizos que tienen como tema el "diseño clásico suizo".